# سومچای وونگساوات
سومچای وونگساوات (تایلندی: สมชาย วงศ์สวัสดิ์؛ زادهٔ ۳۱ اوت ۱۹۴۷) یک سیاست‌مدار اهل تایلند است.